# Vadem

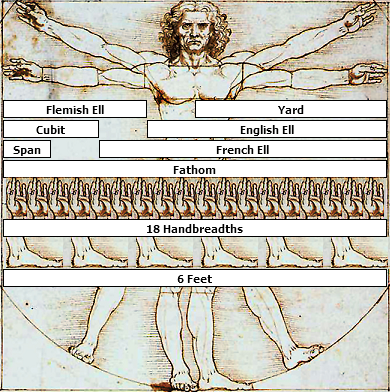
Verhouding van een vadem (fathom) ten opzichte van andere maten

Een vadem of vaam is een oude lengtemaat, die vooral wordt gebruikt om de waterdiepte aan te duiden. Het eenheidssymbool is ftm, van het Engelse fathom. Een vadem is de spanwijdte van de armen van een niet te kleine volwassen man, thans gestandaardiseerd op zes voet, dus 1,8288 meter. De Rijnlandse vadem is 1,88 meter. Modern gebruik in de zeevaart: 1 vadem = 1/1000 zeemijl = 1,852 meter.
De vadem is een zeer oude maat en wordt al in Handelingen 27:28 gebruikt om de waterdiepte te meten. Dat is begrijpelijk als men bedenkt hoe de diepte werd gemeten. Men liet lood aan een touw in het water zakken en daarna werd het touw tussen de uitgestrekte armen afgepast, dat heet opvamen. Dat leverde meteen de diepte in vadems. Op sommige Admiraltykaarten wordt de diepte nog steeds in vadems uitgedrukt.
Dikwijls werd een vadem afgekapt tot zes voet (6 × 0,2831 m). Zo rekende men in de tijd van de Vereenigde Oostindische Compagnie dat een Amsterdamse of Nederlandse vadem 1698 mm was. Men sprak van een 'vadem hout', zijnde een stapel hout van 6 voet in het vierkant.

## Wetenswaardigheden
- De Amerikaanse schrijver Samuel Langhorne Clemens heeft zijn pseudoniem Mark Twain ontleend aan dieptemetingen. De naam is jargon voor 'markering twee' wat zoveel wil zeggen als twee vadem waterdiepte. Hij had jaren op de Mississippi gevaren.
- De Breeveertien, De brede Vierthijn,[3] is een uitgestrekte vlakte in de Noordzee van ongeveer veertien vadem diep.